# George Stevens Jr.
George Cooper Stevens Jr. (Los Angeles, 3 de abril de 1932) é um escritor, autor, dramaturgo, cineasta e produtor cinematográfico estadunidense. Ele é o fundador do American Film Institute. Stevens também recebeu duas indicação ao Oscar como produtor do documentário The Five Cities of June (1963) e produtor executivo do filme Além da Linha Vermelha (1998). 
George Stevens Jr. foi diretor do American Film Institute de 1967 até 1980.